# Подмосковная улица (Королёв)
Подмосковная улица — улица в городе Королёве, находится в районе Костино. Почтовый индекс: 141075.

## История
Застройка улицы началась в 1948 году. 
Улица Подмосковная застроена в частными  жилыми домами и находится на продолжении проспекта Космонавтов.

## Трасса
Улица Подмосковная начинается от улицы Исаева, пересекает улицу Чкалова и заканчивается  на  улице Цветаевой.

## Транспорт
По улице Подмосковная общественный транспорт не ходит.
Движение транспорта двухстороннее.

## Примечательные здания и сооружения
В начале улицы находится стоянка автомобилей покупателей магазина детских товаров «Алёнка».
- дом 9: Пожарный гидрант № 0456 (K100, L15)
- дом 11: Пожарный гидрант № 0457 (K100, K300, L31)